# 物語詩
物語詩（ものがたりうた、ものがたりし、英語：Narrative poetry）は、物語を語る詩のこと。長さは短いものも長いものもあり、内容も単純なものもあれば複雑なものもある。通常、劇的ではなく、客観的な詩形と規則的な押韻の配置と韻律を持っている。物語詩には叙事詩、バラッド、アイディルが含まれる。

## 最古の物語詩形式
物語詩は最も古い詩のジャンルかも知れない。『ギルガメシュ叙事詩』、ホメロス、アングロ・サクソン文学（en:Anglo-Saxon literature）、古ノルド語詩（en:Old Norse poetry）、サンスクリットの詩『マハーバーラタ』は物語詩から成っているからである。スミュルナのコイントス以降、何人かのホメロス研究家は、『イリアス』や『オデュッセイア』は、個別のエピソードを扱った、夕べの余興に適した短い物語詩を編纂したものではないかもと言ってきた。
物語詩のいくつかは詩小説（en:Verse novel）の形式を採っている。その一例がロバート・ブラウニングの『指輪と本』（en:The Ring and the Book）である。『薔薇物語』やアルフレッド・テニスンの『国王牧歌』といったロマンス（en:Romance (genre)）もまた、騎士道物語を語る物語詩である。ロマンスは中世やアーサー王を題材としてはいるが、古代ギリシア・ローマの神話（Classical mythology）からの話を語る場合もある。
短い物語詩は短編小説の形式に類似することが多い。チョーサーの『カンタベリー物語』同様に、短い物語詩は関連するグループで集められることが時々ある。詩や詩的な幕間を含む散文物語体から成る文学もある。古いアイルランドの詩（en:Irish poetry）の多くは散文の物語体の中にあり、古ノルド語のサガは付随的な詩および詩人の伝記を含んでいる。

## 口承
物語詩の多くは、Performance poetry（en:Performance poetry）で、その起源を口承の中に持っている。スコットランドやイングランドのバラッド、ロビン・フッドやイスカンダルの物語、さまざまなバルト語派やスラヴ語派の英雄詩はどれも、元々は朗読するためというより、むしろ暗唱することを意図していた。多くの文化の中に、伝説を韻文の形式で暗唱する伝統は残っている。そのことから次のような示唆がなされた。つまり、韻律、頭韻法、代称（en:Kenning）といった、散文と詩を区別する特徴のいくつかは、そのたびごとの記憶術に都合が良く、それによってバード（古代ケルトの吟遊詩人、en:Bard）は暗唱することで、記憶から物語を再構成するのを可能にしたというのである。

## 代表的な物語詩
- 作者不詳『古エッダ』（9世紀 - 13世紀）
- 作者不詳『タム・リン』（en:Tam Lin）
- ダンテ・アリギエーリ『神曲』（14世紀）
- ジェフリー・チョーサー『公爵夫人の書』（14世紀、en:The Book of the Duchess）
- ジェフリー・チョーサー『カンタベリー物語』（14世紀）
- ウィリアム・ラングランド（en:William Langland）『農夫ピアズの夢』（1360年頃 - 1399年、en:Piers Plowman）
- ウィリアム・シェイクスピア『ルークリース凌辱』（1594年、en:The Rape of Lucrece）
- ロバート・バーンズ『シャンタのタム（タモシャンター）』（1790年、en:Tam o' Shanter (Burns poem)）
- サミュエル・テイラー・コールリッジ『老水夫行』（1797年 - 1799年、en:The Rime of the Ancient Mariner）
- アダム・ミツキェヴィチ『パン・タデウシュ』（1834年出版、en:Pan Tadeusz）
- エドガー・アラン・ポー『大鴉』（1845年）
- アルフレッド・テニスン『The Charge of the Light Brigade（軽騎兵突撃）』（1854年、en:The Charge of the Light Brigade (poem)）
- ヘンリー・ワズワース・ロングフェロー『ハイアワサの歌』（1855年）
- ヘンリック・イプセン『タリエ・ヴィーゲン』（1862年、en:Terje Vigen）
- E・J・プラット（en:E. J. Pratt）『The Truant]』
- レオ・コネラン（en:Leo Connellan）『Crossing America』（1976年）
- リチャード・アダムス『女王陛下の船乗り猫』（1977年、en:The Adventures & Brave Deeds Of The Ship's Cat On The Spanish Maine: Together With The Most Lamentable Losse Of The Alcestis & Triumphant Firing Of The Port Of Chagres）